# Golful Prudhoe
Golful Prudhoe este o ușoară intrare în țărm a Mării Beaufort, situat în nordul statului Alaska. A fost centrul activităților de perforare petrolieră de la descoperirea în 1968 de enorme rezerve de petrol. Oleoductul Trans-Alaska este legat de area Valdez prin Canalul Prince William.
Golful este un loc desemnat de recensământ (CDP) situat în North Slope Borough din statul american Alaska. La recensământul din 2020, populația CDP era de 1.310 de persoane, în scădere de la 2.174 de rezidenți în recensământul din 2010 și în creștere față de doar 5 rezidenți în 2000; cu toate acestea, în orice moment, câteva mii de lucrători temporari se află la zăcământul petrolier din Golful Prudhoe. Aeroportul, cazarea și magazinul general sunt situate în Deadhorse, iar platformele petroliere și instalațiile de procesare sunt situate pe mai multe plăci de pietriș așezate deasupra tundrei. Numai în timpul iernii suprafața este suficient de grea pentru a susține echipamente grele, iar în acel moment se fac noi construcții.
Accesul pe uscat se face pe autostrada Dalton. Deoarece golful în sine este încă la 10 mile mai la nord printr-un punct de control de securitate, marea nu este vizibilă de pe autostradă. Câțiva turiști, care sosesc cu autobuzul sau cu propriile lor vehicule, după o călătorie de două zile pe autostrada Dalton de la Fairbanks, vin să vadă tundra, Oceanul Arctic și soarele de la miezul nopții, cazându-se în locuințe asamblate din clădiri modulare. Vizitele trebuie pregătite în avans pentru a vedea Oceanul Arctic și golful în sine.
Golful Prudhoe a fost numit în 1826 de exploratorul britanic Sir John Franklin după colegul său de clasă, căpitanul Algernon Percy, baronul Prudhoe. Franklin a călătorit spre vest de-a lungul coastei de la gura râului Mackenzie din Canada aproape până la Point Barrow.

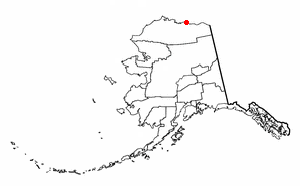
situarea Golfului Prudhoe